# ليث برنوطي
ليث برنوطي (ولد في 1973) هو جراح تجميل أسترالي عراقي الأصل و محاضر استشاري بجامعة نيو ساوث ويل. هو مؤسس والرئيس التنفيذي لجراحة التجميل الأسترالية واخصائي تجميل في سيدني، استراليا.، وهو عضو في الجمعية الأسترالية لجراحي التجميل (ASPS).

## نشأته
ولد ليث برنوطي في بغداد لأسرة تعمل بالطب حيث كان والده رمزي أختصاصيًا بأمراض المسالك البولية. نشأ الدكتور برنوطي في مجتمع رياضي حيث عين قائداً للفريق الوطني العراقي لرياضة الغطس إلى الماء بين عامي 1980 و1993 فقد كان بطل العراق في هذه الرياضة ومثل العراق في محافل دولية كان أخرها البطولة العربية للألعاب المائية في القاهرة عام 1989. كما عينته اللجنة الأولمبية العراقية للجولف رئيساً للفريق العراقي للجولف سنة 2016. مثل ليث العراق في بطولات عدة في لعبة الغولف في نيوزيلندا و سنغافورة  و عمان وإيرلندا.

## التاريخ المهني
تخرج ليث عام 1997 بدرجة البكالوريوس في الطب من جامعة النهرين في بغداد، هاجر بعدها إلى أستراليا بعد حرب الخليج وبدأ حياته المهنية كجراح عام 1998. وفي 2003، بدأ ليث تدريبه في الجراحة التجميلية والترميمية في مستشفى سانت فنسنت في سيدني. حصل ليث على زمالة في الجراحة الترميمية والتجميل من كلية الجراحين الملكية الأسترالية بجامعة سيدني في 2008.
حصل ليث بعد ذلك على زمالة في الجراحة التجميلية وعيّن زميلًا لجراحة التجميل في عيادة إيفو بيتانجي والمستشفى العام في ريو دي جانيرو بالبرازيل في 2009. وفي عام 2011، عين ليث زميلًا لجراحة التجميل في الأكاديمي كلينك في ستوكهولم بالسويد. حصل ليث على زمالة دولية من جامعة جينت في بلجيكا في جراحه الوجه التجميلية في 2014. وفي عام 2020، قام ليث برنوطي بنشر كتابه "Your Guide To Modern Plastic Surgery".
موسيقيًا، شارك ليث في إنتاج العديد من الأعمال والتي تدور في حب الوطن العراق ومنها: يا وطن حبيناك، إن العراق بلادي، عراق من النور، ثورة العراق، وأوبريت عن بغداد.